# Ramin Rezajijan
Ramin Rezajijan (pers. رامین رضاییان; ur. 21 marca 1990 w Sari) – irański piłkarz grający na pozycji prawego obrońcy. Od 2018 roku jest zawodnikiem katarskiego klubu Al-Shahania SC.

## Kariera piłkarska
Swoją karierę piłkarską Rezajijan rozpoczynał w 2002 roku w klubie Shahrdari Sari. W 2008 roku podjął treningi w Shensa-ye Teheran. W 2009 roku został zawodnikiem klubu Saba Kom i wtedy też awansował do pierwszego zespołu. 6 sierpnia 2010 zadebiutował w nim w Iran Pro League w zremisowanym 0:0 wyjazdowym meczu z klubem Shahin Bushehr. W Sabie grał przez trzy sezony.
Latem 2013 roku przeszedł do klubu Rah Ahan Teheran. Swój debiut w nim zaliczył 25 lipca 2013 w zremisowanym 0:0 domowym meczu z Mesem Kerman. W Rah Ahan występował przez dwa lata.
Latem 2015 zmienił klub i został zawodnikiem innego klubu z Teheranu, Persepolis FC. Swój debiut w nim zaliczył 31 lipca 2015 w zremisowanym 2:2 domowym meczu z Padidehem Khorasan. W sezonie 2015/2016 został z Persepolisem wicemistrzem kraju, a w sezonie 2016/2017 wywalczył mistrzostwo Iranu.
Latem 2017 roku został piłkarzem belgijskiego klubu KV Oostende. W klubie tym swój debiut zaliczył 30 lipca 2017 w przegranym 0:1 domowym meczu z Royalem Excel Mouscron.
| Sezon   | Klub             | Kraj   | Rozgrywki       | Mecze | Gole |
| ------- | ---------------- | ------ | --------------- | ----- | ---- |
| 2010/11 | Saba Kom         | Iran   | Iran Pro League | 22    | 1    |
| 2011/12 | Saba Kom         | Iran   | Iran Pro League | 24    | 0    |
| 2012/13 | Saba Kom         | Iran   | Iran Pro League | 31    | 4    |
| 2013/14 | Rah Ahan Teheran | Iran   | Iran Pro League | 27    | 2    |
| 2014/15 | Rah Ahan Teheran | Iran   | Iran Pro League | 27    | 9    |
| 2015/16 | Persepolis FC    | Iran   | Iran Pro League | 28    | 5    |
| 2016/17 | Persepolis FC    | Iran   | Iran Pro League | 11    | 4    |
| 2017/18 | KV Oostende      | Belgia | Eerste klasse   | 21    | 2    |

## Kariera reprezentacyjna
W reprezentacji Iranu Rezajijan zadebiutował 4 stycznia 2015 roku w wygranym 1:0 towarzyskim meczu z Irakiem, rozegranym w Wollongong. W tym samym roku został powołany do kadry Iranu na Puchar Azji 2015. Na tym turnieju był rezerwowym i nie wystąpił w żadnym spotkaniu. W 2018 roku powołano go do kadry na Mistrzostwa Świata w Rosji.